# Dzień Mola
Dzień Mola, ang. Mole Day – nieoficjalne święto obchodzone przez chemików w Ameryce Północnej 23 października (w amerykańskim systemie pisania dat wygląda to 10/23) pomiędzy godzinami 6:02 AM i 6:02 PM. Data i godzina odnoszą się do stałej Avogadra, której wartość wynosi w przybliżeniu 6,022×1023 i jest związana z definicją jednostki liczności materii – mola.
Dzień Mola został zapoczątkowany w artykule z The Science Teacher z wczesnych lat osiemdziesiątych. Maurice Oehler (aktualnie emerytowany nauczyciel ze szkoły średniej w Prairie du Chien w stanie Wisconsin) zainspirowany artykułem założył Narodową Fundację Dnia Mola (ang. National Mole Day Foundation (NMDF)) 15 maja 1991 roku.
Wiele szkół średnich w Stanach Zjednoczonych i Kanadzie obchodzi Dzień Mola, żeby zainteresować swoich uczniów chemią podczas zabaw związanych z tą gałęzią nauki.

## Alternatywne obchodzenie święta
- Niektóre szkoły obchodzą Dzień Mola 2 czerwca (6/02) pomiędzy godzinami 10:23 AM i 10:23 PM.
- Niektóre szkoły obchodzą "Tydzień Mola" w okolicach 23 października.
- American Chemical Society sponsoruje Krajowy Tydzień Chemii (ang. National Chemistry Week), który trwa od niedzieli do soboty w tygodniu w październiku, w którym przypada 23 października. W ten sposób Dzień Mola jest integralną częścią Krajowego Tygodnia Chemii.